# Bruxelles-Saint-Trond
Bruxelles-Saint-Trond est une course cycliste belge, disputée de 1943 à 1960 entre la Capitale belge et la ville de Saint-Trond, située dans la province de Limbourg.

## Palmarès
| Année | Vainqueur        | Deuxième        | Troisième               |
| ----- | ---------------- | --------------- | ----------------------- |
| 1943  | Juul Huvaere     | Frans Dewolf    | Omer Van Geystelen      |
| 1945  | Joseph Somers    | Gorgon Hermans  | Albéric Schotte         |
| 1946  | Stan Ockers      | Georges Claes   | Edward Van Dyck         |
| 1947  | Petrus Van Verre | Frans Leenen    | Maurice Mollin          |
| 1948  | Karel Leysen     | Edward Van Dyck | René Beyens             |
| 1949  | Frans Loyaerts   | Roger De Corte  | Jean Bogaerts           |
| 1950  | Frans Sterckx    | Frans Leenen    | Vital Sneyders          |
| 1952  | Marcel Hendrickx | Edward Peeters  | Robert Vanderstockt     |
| 1960  | Noël Foré        | Jos Hoevenaars  | Guillaume Van Tongerloo |